# Tengere distel
De tengere distel (Carduus tenuiflorus) is een tweejarige of bij kieming in de herfst eenjarige plant die behoort tot de composietenfamilie (Compositae of Asteraceae). De soort staat op de Nederlandse Rode lijst van planten als zeer zeldzaam en zeer sterk afgenomen. Deze plant is in Nederland wettelijk beschermd sinds 1 januari 2017 door de Wet Natuurbescherming. De plant komt van nature voor in Zuid- en West-Europa en heeft zich van daaruit verder verspreid naar Midden-Europa, Noord- en Zuid-Amerika, Zuid-Afrika, Noord-India (Kasjmir) en Australië.
De plant wordt 15-130 cm hoog. Op de blauwgroenige stengel zitten driehoekige vleugels, die bezet zijn met stekels. Op de stengel zitten spinnenwebachtige haren. De diep ingesneden bladeren zijn ei- tot lancetvormig met zes tot acht gestekelde lobben. De bladeren zijn van onderen spinnenwebachtig behaard.
De tengere distel bloeit van juni tot augustus met lichtroze-paarse, soms witte bloemen. De bloemkroon is naar boven toe in een tot 2 mm lange buis verbreed. De bloeiwijze is een 6-10 mm groot hoofdje, waarvan het omwindsel twee tot drie keer zo hoog als breed is. De kale, rechte omwindselbladen staan rechtop en hebben een gekromde stekelpunt. Het rijpe hoofdje valt als geheel van de stengel af.
De vrucht is een nootje, dat als het nog vochtig is kleverig is.
De plant komt voor op droge, stikstofrijke grond op dijken in de kustgebieden.

## In andere talen
- Duits: Dünnköpfige Distel
- Engels: Slender Thistle, Slenderflower Thistle, Winged Plumeless Thistle
- Frans: Chardon à petits capitules, Chardon à capitules grêles